# Ecologia culturale
L'ecologia culturale è il filone di ricerca delle scienze etnoantropologiche che investiga le relazioni tra gli aspetti socio-culturali dei gruppi umani e l'ambiente nel quale vivono, in stretto rapporto con altre discipline quali ecologia, geografia umana, biologia, archeologia, economia, demografia. 
Tale branca disciplinare fu proposta per la prima volta da Julian Steward nel 1955, nel testo Theory of Culture Change; The Methodology of Multilinear Evolution.

## Oggetto di studio e quadro teorico
Il focus principale di studio è costituito dal processo di adattamento dei gruppi sociali all'ambiente in base alle condizioni e disponibilità alimentari, idriche, climatiche, dei vincoli e limiti, allo sviluppo e alla disponibilità delle tecnologie e delle tecniche produttive, alle modificazioni ambientali indotte direttamente o indirettamente. 
Tale approccio disciplinare è quindi prioritariamente legato alle concezioni materialistiche della cultura, che viene considerata come il sistema di conoscenze che permette all'uomo di relazionarsi in modo attivo con l'ambiente in modo da rendere possibile la riproduzione bio-sociale. Fa da sfondo a questa concezione della cultura una visione del sistema sociale caratterizzata da un certo grado di determinismo ambientale, mitigato però dal fatto che le conoscenze tecnologiche sono considerate altresì influenti sulle soluzioni socio-culturali che verranno prodotte dall'adattamento all'ambiente.
Lo studio delle società in tale ottica avviene generalmente sia più dal punto di vista diacronico che sincronico, con una maggior incidenza di quest'ultimo causato dall'importanza attribuita agli aspetti sistemici. Dal punto di vista diacronico vengono svolte invece le analisi dell'evoluzione nel tempo degli equilibri ecologici, supportate dalle ricerche etnoarcheologiche che permettono di ricostruire le condizioni di vita nel passato delle popolazioni studiate; ciò è coerente con la rivalutazione dell'antropologia evoluzionista sostenuta da Steward e dagli altri studiosi statunitensi fautori della cosiddetta "rinascita nomotetica", ad esempio Leslie White e Marvin Harris che per molti versi furono vicini all'approccio dell'ecologia culturale. 
L'approccio dell'ecologia culturale è stato criticato per l'eccessiva importanza attribuita a quelle che marxianamente possono essere definite le "condizioni strutturali" e per la troppa importanza attribuita all'equilibrio socio-ecologico a scapito del mutamento sociale. Tuttavia essa ha prodotto interessanti risultati nello studio delle società semplici, come quelle di caccia e raccolta.

## Rapporti con gli ambiti disciplinari affini
- L'ecologia culturale affronta quindi alcune tematiche proprie dell'antropologia economica, non soffermandosi però alla sola sfera produttiva e cercando di chiudere il cerchio del rapporto tra uomo e ambiente.

- Successivamente alla nascita dell'ecologia culturale viene proposta da alcuni studiosi, dei quali il più significativo è Roy Rappaport, una sub-disciplina strettamente imparentata con essa: l'antropologia ecologica. Le tematiche affrontate sono molto simili, ma l'impostazione teorica presenta una differenza significativa: la cultura viene concepita come un elemento funzionale per mantenere un equilibrio dettato dalla "carrying capacity" (capacità portante dell'ambiente) all'interno di un ecosistema. Importanza fondamentale assumono l'inquadramento energetico delle pratiche sociali e l'analisi dei feedback negativi nell'ottica della teoria dei sistemi e della cibernetica.
- L'ecologia culturale si differenzia dall'ecologia politica poiché, mentre la prima enfatizza l'adattamento e l'omeostasi, l'ecologia politica enfatizza il ruolo dell'economia politica come forza di disadattamento e instabilità.[1]

- Nell'ottica delle etnoscienze viene chiamata etnoecologia la visione dei nativi degli aspetti ecologici che li riguardano.

- Il tentativo di studiare le condizioni di vita materiale e le condizioni ecologiche delle popolazioni vissute nel passato unisce saldamente l'ecologia culturale all'archeologia; tale programma di ricerca ha dato origine all'archeologia processuale.